# 小松 (宮崎市)
小松（こまつ）とは、宮崎県宮崎市内の地名。正式には「宮崎市大字小松」の表記となる。生目地域自治区に属している。郵便番号は880-2112。

## 地理
宮崎市の中西部、大淀川右岸および支流の大谷川流域に位置する。生目村設置前の旧小松村に一致する。
当地から住居表示により誕生した小松台により町域が二分され、西側が「上小松（かみこまつ）」地区、東側が「下小松（しもこまつ）」地区と呼ばれる。上小松地区は住宅化が進むも水田が残され、農地として活用される。下小松地区は小松台や大塚町と一体化した住宅街を形成する。
上小松地区は小松台北町、小松台西、小松台東、大字跡江、大字生目、大塚台西1丁目、大塚町と接する。下小松地区は小松台北町、小松台西、大字跡江、桜ケ丘町、大塚町と接する。大淀川を挟んで下北方町、祇園と接する。

## 歴史
- 1889年（明治22年）5月1日 - 町村制の施行により、宮崎郡浮田村・生目村・細江村・長嶺村・跡江村・富吉村・柏原村・小松村の区域をもって生目村が発足。
- 1963年（昭和38年）4月1日 - 宮崎市が生目村を編入。
- 1978年（昭和51年） - 大字小松、大字跡江、大塚町のそれぞれ一部をもって小松台北町が成立
- 1986年（昭和59年） - 大字小松、大塚町のそれぞれ一部をもって小松台西・小松台東がそれぞれ成立
- 2004年（平成16年） -  大字小松、大塚町のそれぞれ一部をもって小松台南町が成立
- 2006年（平成18年）1月1日 - 大字小松を含む旧・生目村の大部分が生目地域自治区となる。

## 世帯数と人口
2023年（令和5年）6月1日現在の世帯数と人口は以下の通りである。
| 町丁     | 世帯数   | 人口   |
| -------- | -------- | ------ |
| 大字小松 | 2370世帯 | 4702人 |

## 小・中学校の学区
市立小・中学校に通う場合、学区は以下の通りとなる。
| 町名             | 小学校               | 中学校             |
| ---------------- | -------------------- | ------------------ |
| 大字小松(上小松) | 宮崎市立生目小学校   | 宮崎市立生目中学校 |
| 大字小松(下小松) | 宮崎市立小松台小学校 | 宮崎市立生目中学校 |

## 交通

### バス
宮交グループの運営するバスが営業している。

### 道路
- 国道10号（宮崎西バイパス）：上小松
- 宮崎県道17号南俣宮崎線：下小松
- 宮崎県道333号下北方古墳線：下小松

## 施設
- 宮崎市消防局水防用倉庫（旧大塚出張所）（上小松）
- 平和台大橋（下小松）
- 潤和会記念病院（下小松）